# Сік Роман Володимирович
Рома́н Володи́мирович Сік (1992—2023) — солдат Збройних Сил України, учасник російсько-української війни.

## Життєпис
Роман Сік народився 5 грудня 1992 року в селі Вербка Кам'янець-Подільського району. 
Після розлучення батьків разом з матір'ю переїхав до села Лучки, де й пішов у перший клас. Згодом з 2000 року проживав з матір'ю у селі Лисець, де з 2-го до 11-го класів учився у Лисецькій загальноосвітній школі. Після закінчення школи навчався у Кам'янець-Подільському профтехучилищі. Там здобув спеціальність муляра-штукатура й працював за професією. Згодом був призваний на строкову військову службу в Збройних Силах України. Після повернення зі служби займався домогосподарством, працював спортивним інструктором Дунаєвецького міського центру "Спорт для всіх". 2021 року одружився.
У червні 2023 року був призваний до лав ЗСУ. Після військової підготовки обіймав посаду помічника гранатометника в 13 мотопіхотному батальйоні 58-ї окремої мотопіхотної бригади імені гетьмана Івана Виговського. Загинув Роман Сік 10 жовтня 2023 року під час штурму позицій противника поблизу населеного пункту Єгорівка Донецької області. 
Похований 14 жовтня 2023 року в рідному селі Лисець. У нього залишилися мати, дружина Оксана та донечка Милана.

## Нагороди та вшанування
- Орден «За мужність» III ступеня[1].
- 24 травня 2024 року на фасаді Лисецької гімназії встановлено меморіальну дошку пам'яті полеглого захисника.